# World Series 2006
Le World Series 2006 sono state la 102ª edizione della serie di finale della Major League Baseball al meglio delle sette partite tra i campioni della National League (NL) 2006, i St. Louis Cardinals, e quelli della American League (AL), i Detroit Tigers. A vincere il loro decimo titolo furono i Cardinals per quattro gare a una.
Il manager dei Cardinals Tony La Russa, che aveva vinto le World Series 1989 con gli Oakland Athletics, divenne il secondo manager della storia a conquistare il titolo in entrambe le leghe, raggiungendo Sparky Anderson. I Cardinals finirono la stagione regolare con un record di 83–78, il secondo peggiore per una squadra vincitrice del pennant (i New York Mets del 1973 conclusero sul 82–79) e il peggiore di sempre per una vincitrice delle World Series. In precedenza i Minnesota Twins del 1987 avevano terminato sull'85–77, battendo gli stessi Cardinals nelle World Series 1987.

## Sommario

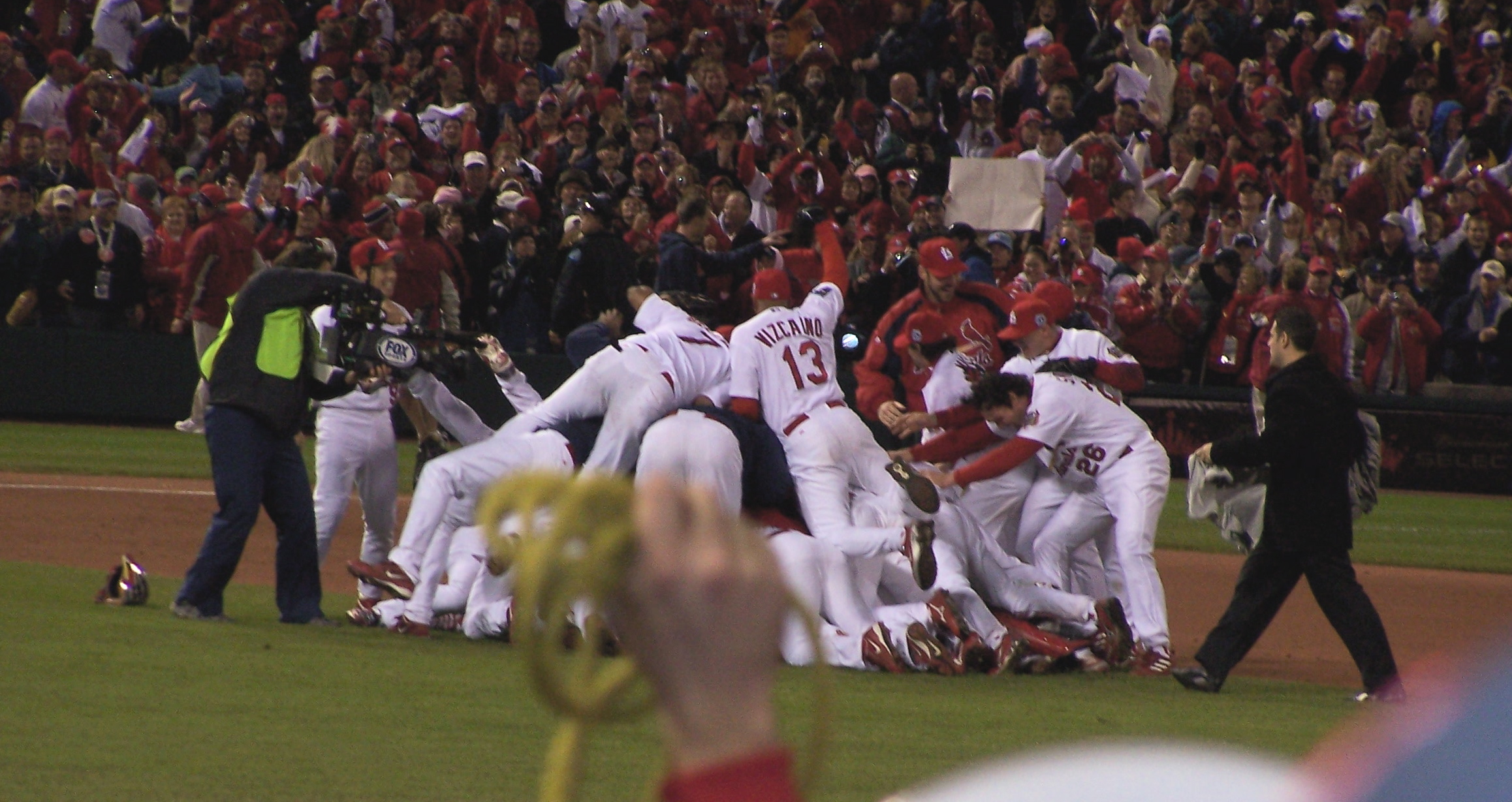
I festeggiamenti dei Cardinals subito dopo la vittoria

St. Louis ha vinto la serie, 4-1.
| Gara | Data       | Risultato                                   | Stadio              | Tempo | Pubblico |
| ---- | ---------- | ------------------------------------------- | ------------------- | ----- | -------- |
| 1    | 21 ottobre | St. Louis Cardinals – 7, Detroit Tigers – 2 | Comerica Park       | 2:54  | 42.479   |
| 2    | 22 ottobre | St. Louis Cardinals – 1, Detroit Tigers – 3 | Comerica Park       | 2:55  | 42.533   |
| 3    | 24 ottobre | Detroit Tigers – 0, St. Louis Cardinals – 5 | Busch Stadium (III) | 3:03  | 46.513   |
| 4    | 26 ottobre | Detroit Tigers – 4, St. Louis Cardinals – 5 | Busch Stadium (III) | 3:35  | 46.470   |
| 5    | 27 ottobre | Detroit Tigers – 2, St. Louis Cardinals – 4 | Busch Stadium (III) | 2:56  | 46.638   |

## Hall of Famer coinvolti
- Cardinals: Tony La Russa (manager)
- Tigers: Iván Rodríguez